# 船瀬俊介
船瀬 俊介（ふなせ しゅんすけ、1950年〈昭和25年〉4月27日 - ）は、消費者問題や環境問題を専門とするジャーナリスト、評論家。
化粧品や酒類の品質を問うシリーズ書でミリオンセラーを記録するほか、60冊以上の著書を持つ一方で、政治や医学の分野においては疑似科学・陰謀論者との批判もある。

## 略歴
福岡県田川郡添田町出身。福岡県立田川高等学校卒業、九州大学理学部中退、早稲田大学第一文学部社会学科卒業。大学在学中より生協活動に携わる。
日本消費者連盟の編集者を経て、1986年に独立。
週刊誌『週刊金曜日』で1996年連載開始の『買ってはいけない』シリーズでは共著を務めた。同連載をまとめた書籍はベストセラーとなり、多くの類似本が現れるなど社会現象になったほか、消費者の意識を高めたと評価される一方で、その科学的妥当性などには多くの批判もある（詳細は項目を参照）。2008年刊行の『新・知ってはいけない!?』は、いわゆるトンデモ本として第18回日本トンデモ本大賞に選ばれた。
2011年には安保徹や奇埈成、森下敬一の賛同を得て「新医学宣言」を提唱した。この宣言では医療利権の支配者の存在や医学教育のマインドコントロールの存在、現代医療の欠陥を主張し、自然治癒や代替医療の重視を唱えている。
2017年時点で風呂に入った際に体を洗ったことがなく、頭を洗うのは年に4回程度と公言。垢は体を保護するためにあるのであって、むやみに洗い流すことは自然の摂理に反するとの持論を持ち、同様に体や髪を洗わない有名人として五木寛之とタモリを挙げている。東京医科歯科大学名誉教授の藤田紘一郎は医学的理由から20年間実践していると紹介。ベジタリアンであり、60歳を過ぎても精神年齢は10代、肉体年齢は20台をキープしていると自負。

## 著作

### 単著
- 『くらしに生かす情報整理ノウハウ　情報パワーアップ術』桐書房、1987年3月20日。ISBN 4-87647-033-2。

- 『味の素はもういらない』三一書房〈三一新書〉、1987年6月。ISBN 978-4-380-87004-0。 - 主な参考文献：pp.263–265。

- 『どうしても化粧したいあなたに』三一書房〈三一新書〉、1988年6月。ISBN 978-4-380-88005-6。

- 『洗剤原因説は、なぜ消されたのか？　なぞの川崎病』三一書房、1989年9月。ISBN 4-380-89232-8。

- 『15分のRK手術で近視・乱視が治る　グッド・バイめがね・コンタクト』農山漁村文化協会〈健康双書〉、1990年3月。ISBN 4-540-89159-6。 - 監修：奥山公道。

- 『自然流「だし」読本』農山漁村文化協会、1990年9月。ISBN 4-540-90060-9。

- 『いま、地球にやさしい暮し方を！　だから、せっけんを使う』三一書房〈三一新書〉、1991年3月。ISBN 4-380-91001-6。

- 『どうしても化粧したいあなたに』 続、三一書房〈三一新書〉、1991年12月。ISBN 4-380-91012-1。 - 「続」編の副書名：髪も肌も、より美しく。

- 『自然流「OL健康」読本』農山漁村文化協会、1992年6月。ISBN 4-540-92051-0。

- 『これで電気は大丈夫！エコエネルギーQ&A』ラジオ技術社〈QQ books〉、1992年9月。ISBN 4-8443-0919-6。

- 『ほのぼの奥さんかしこい暮らし』健友館、1993年4月。ISBN 4-7737-0293-1。

- 『21世紀への楽しいテクノロジー　地球にやさしく生きる方法』三一書房〈三一新書〉、1993年6月。ISBN 4-380-93006-8。

- 『電気自動車が地球を救う　近未来車EV戦略』三一書房、1993年11月。ISBN 4-380-93255-9。

- 『どうしても化粧したいあなたに』 続々、三一書房〈三一新書〉、1994年3月。ISBN 4-380-94004-7。 - 「続々」編の副書名：「わかった…!!」全国から目ざめた声。

- 『ガン、白血病などを防ぐためには　あぶない電磁波！』三一書房〈三一新書〉、1996年7月。ISBN 4-380-96013-7。

- 『だから、せっけんを使う』 続、三一書房〈三一新書〉、1997年8月。ISBN 4-380-97009-4。 - サブタイトル：お肌も髪もしっとりよみがえる…！

- 『"超食糧危機"が来る　温暖化の衝撃』三一書房、1997年9月。ISBN 4-380-97276-3。 - 文献あり。

- - 『"超食糧危機"が来る　温暖化の衝撃』日本障害者リハビリテーション協会、2000年2月。 - 平成10年度厚生省委託事業。

- 『プロも知らない「新築」のコワサ教えます』築地書館、1998年4月。ISBN 4-8067-4537-5。

- 『あぶない電磁波！　ケイタイで、脳しゅよう急増中…』 続、三一書房〈三一新書〉、1998年4月。ISBN 4-380-98006-5。

- 『船瀬俊介の民間茶薬効事典』農山漁村文化協会〈健康双書〉、1998年9月。ISBN 4-540-98057-2。

- 船瀬俊介 編著『買ってはいけない化粧品』 続、三一書房〈三一新書〉、1998年11月。ISBN 4-380-98015-4。

- 『エコ・リフォーム賃貸から持ち家まで　こうして直すシックハウス』農山漁村文化協会〈健康双書〉、1999年1月。ISBN 4-540-98083-1。

- 『あなたの子どもはなぜキレる　環境ドラッグ』築地書館、1999年4月。ISBN 4-8067-1173-X。

- 『安心・こだわりの逸品厳選276』 買ってもいい　食卓編、光文社〈カッパ・ブックス〉、1999年11月。ISBN 4-334-00663-9。

- 『緑の建築が都市を救う　屋上緑化』築地書館、2000年9月。ISBN 4-8067-1203-5。 - 文献あり。

- 『狂牛病と台所革命　早く肉をやめないか？』三五館、2001年10月。ISBN 4-88320-236-4。 - 文献あり。

- 『あなたもできる自然住宅』築地書館、2001年10月。ISBN 4-8067-1232-9。 - 文献あり。

- 『この食品だったらお金を出したい！』三五館〈狂牛病と台所革命 2〉、2001年12月。ISBN 4-88320-240-2。

- 『よみがえれ！イグサ』築地書館、2002年2月。ISBN 4-8067-1236-1。

- 『アメリカに餌づけされたニッポン　食民地』ゴマブックス、2002年6月。ISBN 4-901465-34-1。

- 『コンクリート住宅は9年早死にする』リヨン社(出版) 二見書房(発売)、2002年10月。ISBN 4-576-02191-5。

- 『買わされるな！騙されるな！　「図解」ひっかけ商法のカラクリ』PHP研究所、2003年3月。ISBN 4-569-62665-3。

- 『キラーウィルスの恐怖　SARS』双葉社、2003年5月。ISBN 4-575-15331-1。

- 『「屋上緑化」完全ガイド』築地書館、2003年8月。ISBN 4-8067-1271-X。

- 『医・食・農から日常グッズまで　大地の免疫力キトサン』農山漁村文化協会、2003年10月。ISBN 4-540-02122-2。

- 『ケータイ・家電が危ない！　電磁波被曝』双葉社、2003年11月。ISBN 4-575-29580-9。

- 『ガンにならないゾ！宣言』 pt.1、花伝社(出版) 共栄書房(発売)、2003年11月。ISBN 4-7634-0412-1。

- 『ガンにならないゾ！宣言』 pt.2、花伝社(出版) 共栄書房(発売)、2003年12月。ISBN 4-7634-0413-X。

- 『よみがえれ！美しい緑の列島…。景観修復から経済の再生へ　日本の風景を殺したのはだれだ？』彩流社、2004年2月。ISBN 4-88202-873-5。

- 『木の家づくりから木の街づくりへ　木造革命』リヨン社(出版) 二見書房(発売)、2004年3月。ISBN 4-576-04036-7。

- 『電気自動車〈EV〉vs燃料電池車〈FCV〉　人類の未来を救うクルマはこれしかない　疾れ！電気自動車』築地書館、2004年7月。ISBN 4-8067-1290-6。

- 『見えない強烈電磁波が家族を襲う　やっぱりあぶない、IH調理器』三五館、2005年3月。ISBN 4-88320-314-X。

- - 『電磁波の被害を、第二のアスベストにするな　やっぱりあぶない、IH調理器』（新版）三五館、2005年9月。ISBN 4-88320-331-X。

- 『抗ガン剤の闇を撃つ　抗ガン剤で殺される』花伝社(出版) 共栄書房(発売)、2005年3月。ISBN 4-7634-0437-7。 - 文献あり。

- 『人類破滅へのカウントダウン　気象大異変』リヨン社(出版) 二見書房(発売)、2005年7月。ISBN 4-576-05111-3。

- 『ほんものの日本酒を！』築地書館、2005年8月。ISBN 4-8067-1311-2。

- 『問題建築は「偽装」だけではなかった　崩壊マンションは買わない！』リヨン社 ; 二見書房 (発売)、2006年2月。ISBN 4-576-06014-7。

- 『電磁波のデンジくんから学ぶ「危険な使い方」　ケータイで脳しゅよう』三五館、2006年3月。ISBN 4-88320-342-5。

- 『衝撃!!ガン患者8割は「抗ガン剤」「放射線」「手術」で"殺されている"　ガンで死んだら一一〇番愛する人は"殺された"』五月書房、2006年10月。ISBN 4-7727-0453-1。

- - 『衝撃!!ガン患者8割は「抗ガン剤」「放射線」「手術」で"殺されている"　ガンで死んだら一一〇番愛する人は"殺された"』（増補版）五月書房、2008年4月。ISBN 978-4-7727-0471-7。

- 『笑いの「治療革命」最前線　笑いの免疫学』花伝社(出版) 共栄書房(発売)、2006年7月。ISBN 4-7634-0469-5。 - 文献あり。

- 『日本は真実の「美しい国」になれる　風景再生論』彩流社、2007年8月。ISBN 978-4-7791-1267-6。

- 『人類の活動が気候を崩壊させている　テロより怖い温暖化』リヨン社(出版) 二見書房(発売)、2007年9月。ISBN 978-4-576-07130-5。 - 文献あり。

- 『チェルノブイリ事故も地震で起こった　巨大地震が原発を襲う』地湧社、2007年9月。ISBN 978-4-88503-194-6。 - 文献あり。

- - 『次は首都圏か!?　原発震災が大都市を襲う』徳間書店、2011年5月。ISBN 978-4-19-863187-1。 - 『巨大地震が原発を襲う』（地湧社2007年刊）の増補改訂、改題。

- 『消費者に隠された100の真実　知ってはいけない!?』徳間書店、2007年11月。ISBN 978-4-19-862440-8。

- 『「強制」健診の、あとに地獄のクスリ漬け　メタボの暴走』花伝社(共著) 共栄書房(発売)、2008年3月。ISBN 978-4-7634-0514-2。 - 文献あり。

- 『「ムカつく」「キレる」「疲れる」…現代人の「環境ドラッグ」汚染　テレビCMの派手な商品に、ご用心！』三五館、2008年5月。ISBN 978-4-88320-429-8。

- 『ミツバチが消えた「沈黙の夏」　悪魔の新・農薬「ネオニコチノイド」』三五館、2008年6月。ISBN 978-4-88320-432-8。

- 『天然建材5000年の底力　漆喰復活』彩流社、2008年10月。ISBN 978-4-7791-1358-1。

- 『新・知ってはいけない!?』徳間書店、2008年11月。ISBN 978-4-19-862633-4。 - 「新」のサブタイトル　日本人だけが知らない世界の100の常識。

- 『ひとりでできる「自然療法」　病院に行かずに「治す」ガン療法』花伝社(共著) 共栄書房(発売)、2008年11月。ISBN 978-4-7634-0532-6。

- 『あま～いワナと、にが～い現実　真実（ホント）は損するオール電化住宅』三五館、2009年1月。ISBN 978-4-88320-422-9。 - 文献あり。

- 『本えらびで決まる、あなたの命　ガンになったら読む10冊の本』花伝社(出版) 共栄書房(発売)、2009年7月。ISBN 978-4-7634-0550-0。 - 文献あり。

- 『「金のなる木」を作った男　奇跡の杉』三五館、2009年11月。ISBN 978-4-88320-455-7。

- 『"電磁波"出さない安全タイプに買いかえよう！　ホットカーペットでガンになる』五月書房、2009年12月。ISBN 978-4-7727-0482-3。

- 『ハンバーガー・フライドチキンはおやめなさい　アメリカ食は早死にする』花伝社(出版) 共栄書房(発売)、2010年4月。ISBN 978-4-7634-0569-2。 - 文献あり。

- 『クスリは飲んではいけない!?』徳間書店、2010年5月。ISBN 978-4-19-862935-9。

- - 『クスリは飲んではいけない!?』徳間書店〈徳間文庫 ふ36-1〉、2014年8月。ISBN 978-4-19-893875-8。 - 船瀬 (2010b)の改訂。

- 『「緑の技術」（GT）が会社と地球を救う　The green technology』彩流社、2010年8月。ISBN 978-4-7791-1544-8。

- 『ガン検診は受けてはいけない!?』徳間書店、2010年10月。ISBN 978-4-19-863041-6。 - 文献あり。

- 『家族の命の損得勘定　クッキングヒーター　もしも、IH調理器を使っていたなら』三五館、2010年11月。ISBN 978-4-88320-517-2。 - 文献あり。

- 『「木」と「漆喰」を見直す　健康住宅革命』花伝社(出版) 共栄書房(発売)、2011年3月。ISBN 978-4-7634-0595-1。 - 文献あり。

- 『毎月3万円もおトク！　節電・エコ生活50の知恵』徳間書店、2011年6月。ISBN 978-4-19-863192-5。

- 『今こそ自然エネルギーへの転換を！　原発マフィア』花伝社(出版) 共栄書房(発売)、2011年7月。ISBN 978-4-7634-0607-1。 - 文献あり。

- 『一億人のために　放射能生活の注意事項』三五館、2011年9月。ISBN 978-4-88320-540-0。 - 文献あり。

- 『ガンは治せず、延命せず　抗ガン剤の悪夢』花伝社(出版) 共栄書房(発売)、2011年9月。ISBN 978-4-7634-0613-2。 - 文献あり。

- 『「長生き」したければ、食べてはいけない!?』徳間書店、2011年1月。ISBN 978-4-19-863110-9。

- 『受けた人ほど早死にする　1人間ドック2脳ドック3ガン検診4メタボ健診5定期健診――今すぐやめなさい！　「五大検診」は病人狩りビジネス！』ヒカルランド〈超☆いきいき 002〉、2012年1月。ISBN 978-4-905027-86-7。 - 索引あり。

- 『ガン・白血病の恐怖におびえないために　放射能汚染だまされてはいけない!?』徳間書店、2012年2月。ISBN 978-4-19-863342-4。

- 『ビニールクロス〈壁紙〉とグラスウール〈断熱材〉が犯人だ！　日本の家はなぜ25年しかもたないのか？』彩流社、2012年9月。ISBN 978-4-7791-1800-5。 - 文献あり。

- 『わが身に危険が迫ってもこれだけは伝えたい　日本の真相!』成甲書房、2013年2月。ISBN 978-4-88086-298-9。

- 『遺伝子組み換えテクノロジーがもたらす悪夢　「モンスター食品」が世界を食いつくす！』イースト・プレス、2013年3月。ISBN 978-4-7816-0953-9。

- 『知らないあなたは"殺される"　テレビも新聞も隠す『真実の情報』　知ってはいけない!?医食住の怖～い話』徳間書店、2013年3月。ISBN 978-4-19-863582-4。

- 『株高・円安はまもなく終息する　「日本病」経済の真相！』ビジネス社、2013年4月。ISBN 978-4-8284-1705-9。

- 『長生きしたければ、行ってはいけない　病院で殺される』三五館、2013年8月。ISBN 978-4-88320-590-5。 - 文献あり。

- 『スマホにイヤホンを　ショック!!やっぱりあぶない電磁波』花伝社(出版) 共栄書房(発売)、2013年9月。ISBN 978-4-7634-0677-4。

- 『It is a giant earthquake,It is a tsunami,Survive!　オリンピックで浮かれるな　2020年までに東京直下地震100%　巨大地震だ、津波だ、逃げろ！』ヒカルランド、2013年12月。ISBN 978-4-86471-168-5。

- 『病院で殺される前に　3日食べなきゃ、7割治る！』三五館、2014年1月。ISBN 978-4-88320-600-1。 - 文献あり。

- 『効果がないどころか超有害！　ワクチンの罠』イースト・プレス、2014年3月。ISBN 978-4-7816-1126-6。 - 文献あり。

- 『経済難民時代を生き抜くサバイバル読本　食い改めればサイフも体も楽々!』ビジネス社、2014年7月1日。ISBN 978-4-8284-1759-2。

- 『やってみました！1日1食　長寿遺伝子が微笑むファスティング』三五館、2014年9月。ISBN 978-4-88320-618-6。 - 文献あり。

- 『日本の真相！2 （どれほど脅迫されても書かずには死ねない）』成甲書房、2014年10月。ISBN 978-4-88086-320-7。 - 奥付の各巻のタイトル（誤植）：「どれだけ脅迫されても書かずには死ねない」。

- 『市販薬の危険度調べました　服用してもよい、安心なクスリがすぐわかる』三才ブックス〈三才ムック vol.745〉、2014年10月。ISBN 978-4-86199-730-3。

- 『和食の底力　番茶・ゴマ・海苔・味噌』花伝社、2014年11月。ISBN 978-4-7634-0722-1。

- 『アメリカ不正選挙2020』成甲書房、2021年５月。

- 『ヴィーガン革命』ビオ・マガジン、2022年4月30日。

- 『幽体離脱　量子論が“謎”を、とく！　NASAは“何か”を隠してるⅡ』　ビジネス社、2023年9月

- 『世界の“毒”がやってくる』ビオ・マガジン、2023年10月。

- 『日本民族抹殺計画 やつらは「金」を狙っている！』ビジネス社、2024年3月。

- 『 殺されるな！ めざめた人は生き残る （めざめよ！）』ヒカルランド、2024年6月。

### 共著
- 渡辺雄二 共著『「賢い消費者マナー」教えます』築地書館、2000年6月。ISBN 4-8067-1202-7。

- 平澤正夫 共著『大病院で殺されない24の知恵　医薬品添付文書をください』光文社〈Kappa books〉、2004年6月。ISBN 4-334-97451-1。

- 三好基晴、山中登志子・渡辺雄二 共著 著、週刊金曜日 編『買ってはいけない』金曜日〈『週刊金曜日』ブックレット〉、2005年4月。ISBN 4-906605-03-6。

- 福島みずほ 談『話せば元気がわいてくる福島みずほ対談集　戦争と憲法危機の時代に政治をあきらめない』明石書店、2005年10月。ISBN 4-7503-2195-8。

- 安保徹、奇埈成 共著『生命の自然治癒力　ガンは治るガンは治せる』花伝社(発行) 共栄書房(発売)、2007年3月。ISBN 978-4-7634-0489-3。

- 南孝次、大沢博・神津健一 共著『ビョーキを治す方法、教えます　医者が心の病に無力なワケ』三五館、2008年2月。ISBN 978-4-88320-423-6。

- 安保徹、阿部博幸・奇埈成・上部一馬 共著『やっぱり、やっぱりガンは治る！』コスモトゥーワン、2011年2月。ISBN 978-4-87795-204-4。

- 安保徹、奇埈成 共著『初めてがんの原因がわかった！　新がん革命』ヒカルランド〈超・いきいき 1〉、2011年7月。ISBN 978-4-905027-40-9。

- ベンジャミン・フルフォード 共著『よくもここまで騙したな　いのちを奪いながら金を奪うワンワールド支配者　これが〈人殺し医療サギ〉の実態だ！』ヒカルランド〈超☆はらはら 034〉、2013年6月。ISBN 978-4-86471-129-6。

- ジェイ・エピセンター 共著『TPP毒素条項で日本は丸ごと奴隷市場　国家消滅→個人サバイバルのためのヒント満載　ワンワールド支配者の仕掛け罠はこう覆せ！』ヒカルランド〈超☆はらはら 037〉、2013年9月。ISBN 978-4-86471-149-4。

- 中丸薫 共著『「食」で滅ぼす仕組みに倍返し　ワンワールド支配者の完全占領まであと一厘　これだ！《里山資本主義》で生き抜こう！』ヒカルランド〈超☆わくわく 049〉、2013年11月。ISBN 978-4-86471-161-6。

- 内海聡 共著『血液の闇　輸血は受けてはいけない』三五館、2014年7月19日。ISBN 978-4-88320-616-2。

- ベンジャミン・フルフォード、菅野ひろし 共著『世界一底なしの闇の国NIPPON！　もはや9割が頭脳メルトダウンか　今この3人が命をかけても伝えたい秘密の真相』ヒカルランド〈超☆はらはら 042〉、2014年7月22日。ISBN 978-4-86471-206-4。

- 内海聡 共著『血液の闇　輸血は受けてはいけない』三五館、2014年8月。ISBN 978-4-88320-616-2。 - 文献あり。『血液の闇』の特設ページ。

- 増川いづみ 共著『大崩壊渦巻く〈今ここ日本〉で慧眼をもって生きる！　医療は始まりに過ぎなかった』ヒカルランド、2014年11月。ISBN 978-4-86471-230-9。

### 編著
- 渡辺雄二 共編 編『安全生活ガイドブック　大都会で長生きする方法』三一書房〈三一新書〉、1993年2月。ISBN 4-380-93000-9。

- 船瀬俊介 編著『ナルホド！もう、だまされない　買ってはいけない化粧品』三一書房〈三一新書〉、1995年2月。ISBN 4-380-95002-6。

- 水澤溪 共編 編『三一書房にみる日本の黒い霧』健友館、1999年3月。ISBN 4-7737-0426-8。

- 船瀬俊介 編著『素肌美をとりもどした女性たち　髪もつやつや…せっけん洗髪…　きれいになった！ありがとう』三一書房、1999年9月。ISBN 4-380-99217-9。

- 船瀬俊介 編著『ミクロの脅威が、しのびよる…　超インフルエンザ』三一書房〈三一新書〉、2000年2月。ISBN 4-380-00000-1。

- 船瀬俊介 編著『今日から始める「健康茶ライフ」ハンドブック　まさかに役立つ健康茶の薬効図鑑』三五館、2007年5月。ISBN 978-4-88320-389-5。

### 翻訳
- ロバート・O・ベッカー『電磁波・複合被曝の恐怖　クロス・カレント』船瀬俊介 訳、新森書房、1993年12月。ISBN 4-931207-29-4。 - 原タイトル：Cross currents。

- ハワード・F・ライマン、グレン・マーザー『あなたの「健康」と「地球環境」の未来を救う唯一の方法　まだ、肉を食べているのですか』船瀬俊介 訳、三交社、2002年11月。ISBN 4-87919-152-3。 - 原タイトル：Mad cowboy。

### 監修
- ノーマン・ウォーカー『酵素を摂れば、元気な身体がよみがえる』船瀬俊介・酒井美保子 監修、徳間書店〈100歳まで長生きレシピ〉、2011年11月。ISBN 978-4-19-863288-5。 - 原タイトル：Pure & simple, natural weight control。

- ノーマン・ウォーカー『大腸をきれいにすれば、病気にならない』船瀬俊介 監修、山田美明 訳、徳間書店〈100歳まで長生きレシピ〉、2011年11月。ISBN 978-4-19-863289-2。 - 原タイトル：Colon health。

- ノーマン・ウォーカー『飲み水にこだわれば、健康に生きられる』船瀬俊介 監修、小林博子 訳、徳間書店〈100歳まで長生きレシピ〉、2011年12月。ISBN 978-4-19-863306-6。 - 原タイトル：Water can undermine your health。

- ノーマン・ウォーカー『食事を正しくすれば、老化は防げる』船瀬俊介 監修、池田紘子 訳、徳間書店〈100歳まで長生きレシピ〉、2011年12月。ISBN 978-4-19-863307-3。 - 原タイトル：Become younger。